# Gamla
Gamla ou Gamala, en hébreu גמלא (gamlā), en grec Γάμαλα (gamala), est une ancienne ville  située sur le plateau du Golan. Elle se situe à l'extrémité ouest d'un plateau surplombant le lac de Tibériade. Elle occupe la pente sud d'un éperon rocheux située entre deux ruisseaux, le nahal Gamla au nord et le nahal Daliyyot au sud. Son nom signifie chameau, en référence à la colline sur laquelle elle se situe qui évoque la forme d'une croupe de chameau. Pendant la période du Second Temple, elle appartient au territoire hérodien de Gaulanitide. Lors de la première guerre judéo-romaine, elle est fortifiée par Flavius Josèphe avant d'être assiégée par Vespasien en 67. La ville est détruite par les Romains et le site n'est plus réoccupé par la suite. Les fouilles archéologiques y ont mis au jour l'une des plus anciennes synagogues de la région qui date d'avant la destruction du Second Temple de Jérusalem.

## Localisation et identification

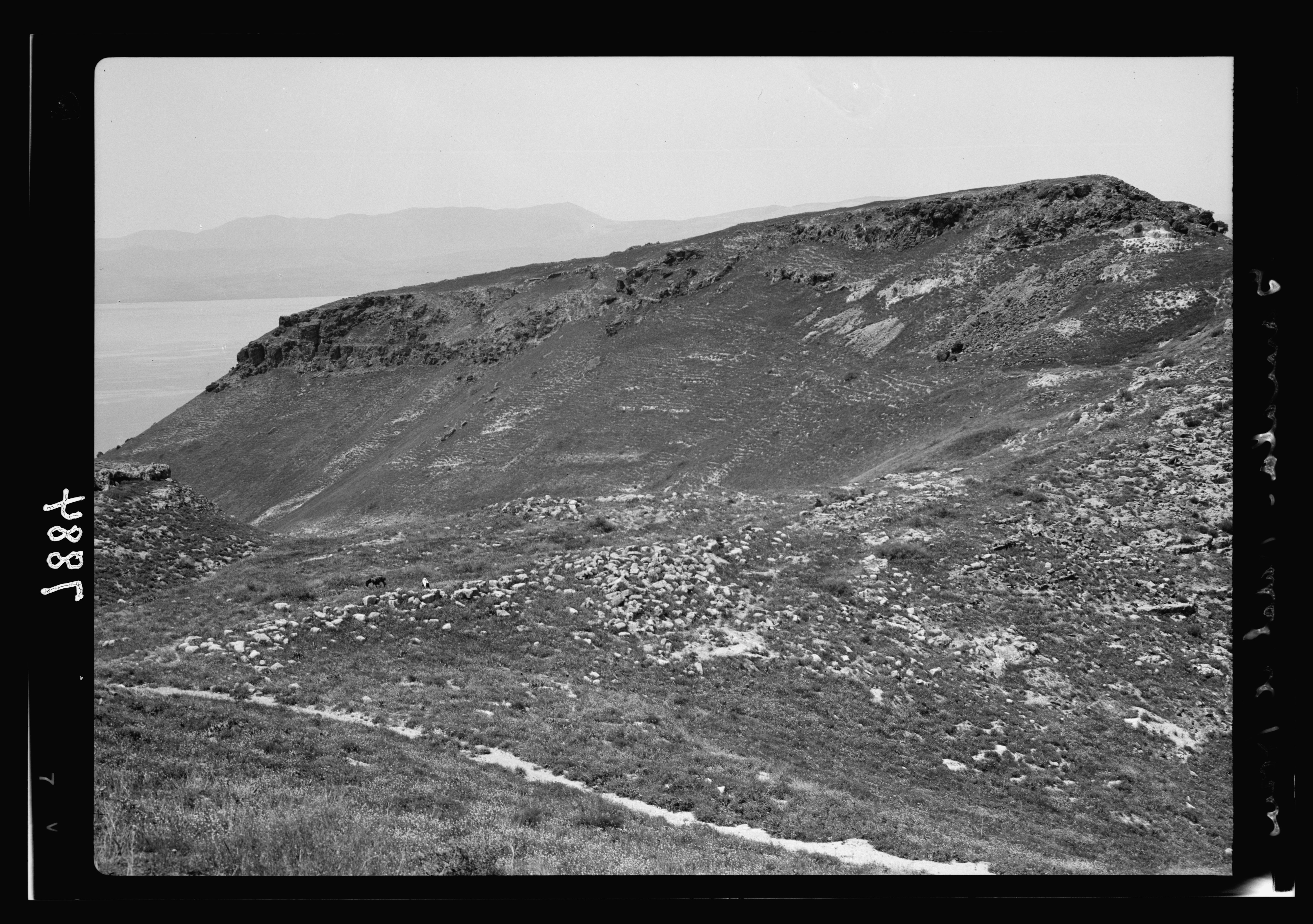
Vue du site de Qal‘at el-Husn depuis le sud-est, un temps considéré comme étant le site de Gamla. Le lac de Tibériade est visible sur la gauche (photo prise entre 1934 et 1939).

La ville fortifiée de Gamla est notamment connue par les écrits de l'historien juif Flavius Josèphe en lien avec la première guerre judéo-romaine. À partir du XIXe siècle, les chercheurs ont essayé d'identifier les sites mentionnés par Flavius Josèphe. Sur la base de ses descriptions, plusieurs localisations ont alors été proposées pour Gamla, principalement Qal‘at el-Husn (en fait la ville d'Hippos) et Tell el-Ehdeb, aussi connu comme Tell ed-Dra‘. Israël ayant pris possession du plateau du Golan en 1967, de premières explorations archéologiques sont menées sur le Golan en 1968. Le site de es-Salam devient alors le candidat le plus probable pour Gamla. Shmarya Gutmann y réalise des sondages en 1970 et 1971 puis 14 campagnes de fouilles archéologiques de 1976 à 1989 pour le compte du Département des antiquités et des musées d'Israël. De nouvelles fouilles sont réalisées de 1997 à 2000 sous la direction de Danny Syon qui est aussi chargé de la publication du compte-rendu des fouilles de Gutmann. Les résultats ont permis d'établir qu'il s'agissait bien du site de Gamla,.

## Histoire

### Chalcolithique et âge du bronze

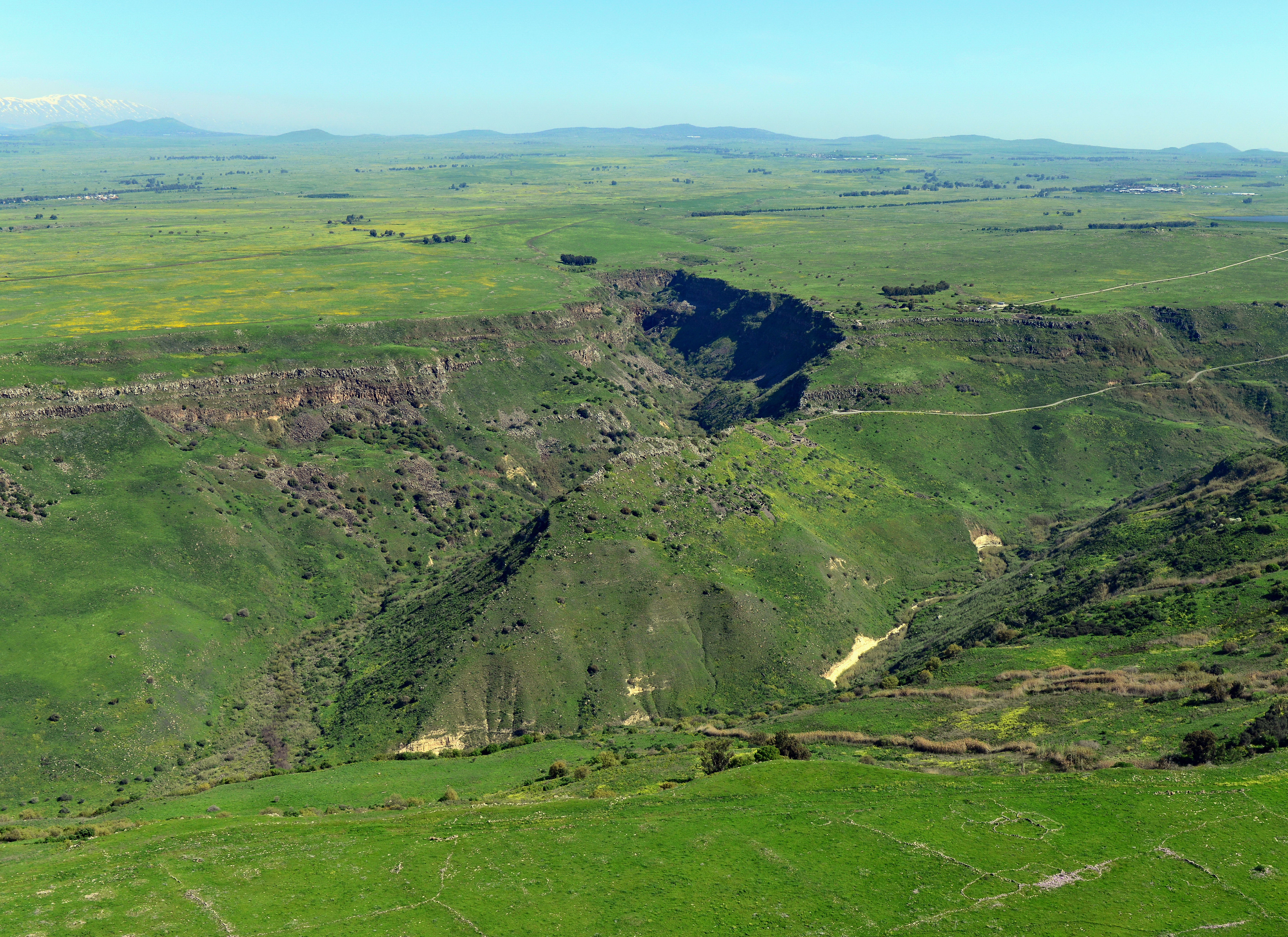
Vue aérienne de Gamla en direction du nord ouest

La première occupation du site remonte au chalcolithique comme en témoigne les tessons de poteries découverts lors des fouilles. Un fragment de figurine pilier a également été retrouvé. Il appartient à la même famille de figurines que celles découvertes dans d'autres sites chalcolithiques du Golan. Le site connait une importante occupation à l'âge du bronze ancien. La zone occupée s'étend sur toute la pente jusqu'au nahal Daliyyot. Elle est protégée par un important mur. Les ruines de cette fortification devaient encore être visible pendant la période hellénistique, ce qui a donné lieu à la légende rapportée dans la Mishna que Gamla était une ville fortifiée à l'époque de Josué (Mishna, Arakhin 9:6). Le site semble abandonné après la période du bronze récent. Les quelques artéfacts de la période du bronze moyen mis au jour proviennent probablement des tombes de la région qui ont été pillées dès l'Antiquité.

### Période hellénistique

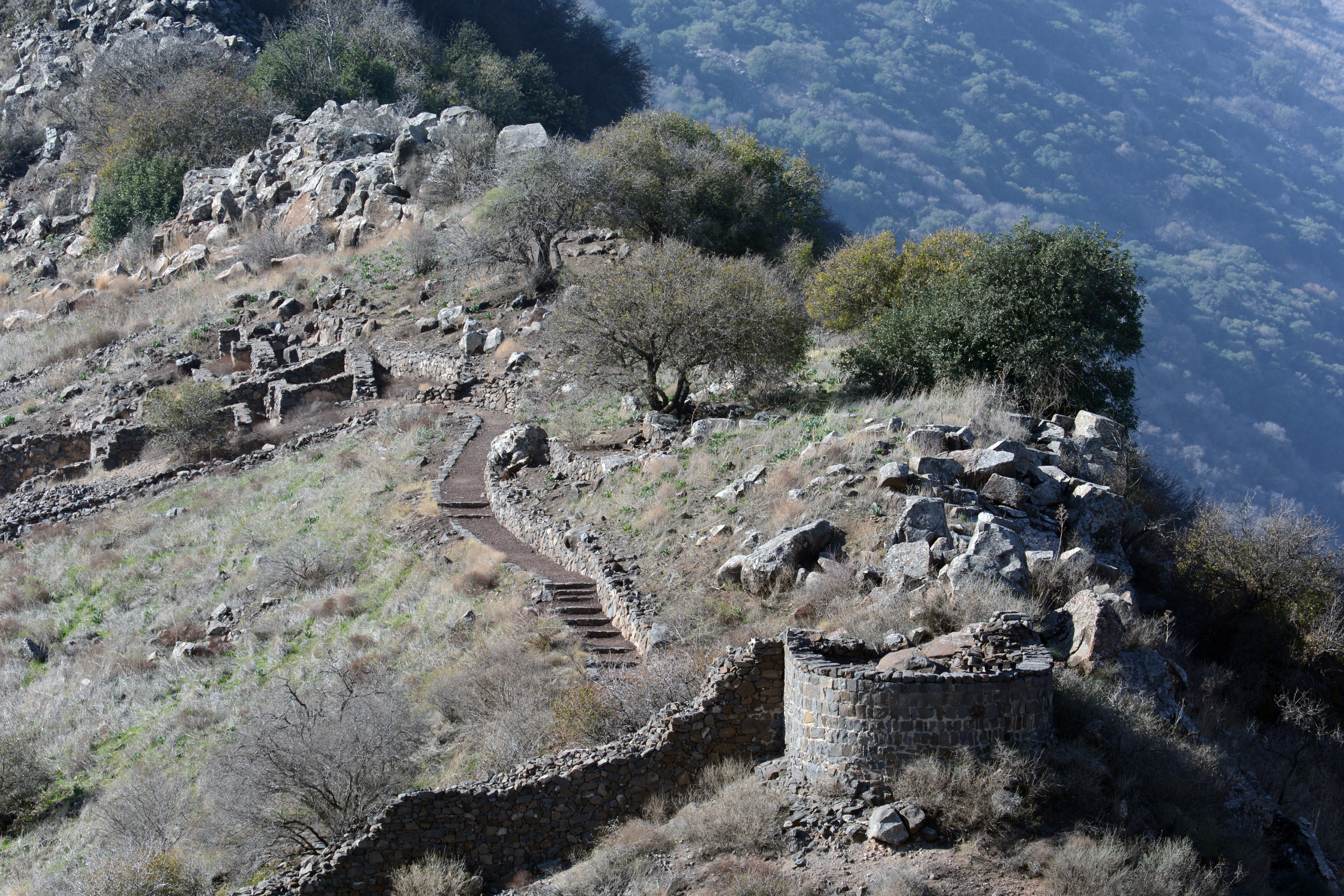
Tour ronde

Après une période d'abandon pendant 2000 ans, le site est réoccupé par les Séleucides à la fin du IIIe siècle av. J.-C.. À la suite de la cinquième guerre de Syrie, Antiochos III prend le contrôle de la Palestine et de la Phénicie. Une garnison est peut-être établie à Gamla. La tour ronde au sommet du site possède les caractéristiques de l'architecture militaire hellénistique et peut témoigner de la présence d'un fortin. À l'origine, la tour était isolée, le mur qui s'y appuie n'ayant été construit que lors de la guerre judéo-romaine. Au cours du IIe siècle av. J.-C., une ville se développe autour de l'avant-poste militaire. Dès la fin du IIe siècle av. J.-C., la population de la ville est majoritairement juive. La numismatique montre que l'usage des monnaies hasmonéennes remplace le monnayage de Tyr dès le règne de Jean Hyrcan (135-105 av. J.-C.). Gamla étant située sur la route reliant la Judée à la Babylonie, il est possible que la ville ait accueilli des pèlerins ou des immigrants juifs. Divers objets (monnaies, poteries, lampes) indiquent des liens entre Gamla et la Babylonie.. 
D'après les sources, le Golan ne passe sous le contrôle des Hasmonéens que sous le règne d'Alexandre Jannée au cours du Ier siècle av. J.-C.. Gamla est mentionnée pour la première fois par Flavius Josèphe lorsqu'il rapporte la campagne d'Alexandre Jannée  dans le nord en 83-80 av. J.-C.. Il semble que la population juive se soit d'abord établie dans la région dès le IIe siècle av. J.-C. à mesure que le royaume séleucide s'affaiblissait. À la suite de la campagne d'Alexandre Jannée, Gamla et le Golan sont intégrés au royaume hasmonéen. Un nouveau quartier d'habitation est construit. Celui-ci réutilise les structures et les terrasses de l'âge du bronze récent .
Après la mort d'Hérode le Grand (4 av. J.-C.) la Gaulanitide et la Batanée reviennent à Philippe le Tétrarque. En 36, c'est près de Gamala, qui est située juste au-dessus de la Batanée, qu'a lieu une bataille entre les forces du roi arabe Arétas IV et celles du tétrarque Hérode Antipas au cours de laquelle l'armée d'Antipas est anéantie,,. Dès son accession à l'empire, Caligula nomme Agrippa Ier, roi des territoires qui avaient constitué la tétrarchie de Philippe . Lorsque Agrippa vient prendre possession de son royaume dans la seconde partie de l'année 38, il n'y a plus trace de conflit, ni de troupes arabes dans la région.

### Philippe de Bathyra et Gamala
Finalement après la nomination d'Aequus Modius, Philippe de Bathyra parvient à contacter Agrippa (V 180-183). Le roi « l'envoya quérir avec une escorte de gens de cheval » afin qu'il le rencontre  à Beyrouth. Il a été heureux de découvrir la fausseté des rumeurs à son sujet et a exhibé Philippe devant le gouverneur romain et son conseil pour prouver sa loyauté (V 183). Puis il l'a renvoyé à Gamala avec pour mission de ramener les « Babyloniens » à Ecbatane et de préserver la paix (V 183b - 184).
Shaye J. D. Cohen estime qu'il est impossible de déterminer si ne serait-ce qu'une partie de ce récit est vrai. Schlatter note que rien ni dans la Vita, ni dans la Guerre des Juifs n'explique ce que sont devenus « l'hipparque » Darius et les 2000 cavaliers qu'il commandait avec Philippe à Jérusalem. Peut-être ont-ils rejoint les forces révolutionnaires à Jérusalem ou peut-être sont-ils venus à Gamala avec Philippe et l'ont aidé à prendre la ville.
Vita 114 indique que Aequus Modius est venu assiéger Gamala. Shaye J. D. Cohen estime que la chronologie de cet événement est très vague. Philippe était-il à Gamala quand Modius l'a attaquée ? Puisque selon la Vita (§ 177) « après le départ de Philippe, les gens de Gamala, dans une insurrection contre les Babyloniens », ont tué Chares et Jésus, des parents de Philippe, cela suggère que Philippe n'a pas exécuté les instructions du roi de ramener les Babyloniens de Gamala en Batanée. Ni au § 177 ni au § 184, la Vita ne dit quand ou pourquoi Philippe est parti de Gamala. Pour Shaye J. D. Cohen, l'assertion selon laquelle c'est après le départ de Philippe que ces événements se sont passés et que cela a eu lieu quand Gamala s'est révolté contre le roi (V 185-187) semble destinée à indiquer que tant que Philippe, ses hommes et ses alliés étaient sur place, Gamala a été maintenue dans la fidélité au roi, mais une fois qu'elles ont été retirées la révolté a éclaté. Cela peut être vrai tout comme cela peut être faux.

### Siège de Gamala par les Romains
En 66, Flavius Josèphe devient gouverneur de la Galilée, il fait de Gamala sa principale place forte. Il fait consolider les fortifications de plusieurs villes de la région dont Gamala en prévision de l'attaque des Romains.
Le légat Vespasien entreprend une campagne pour reprendre le contrôle de la Galilée. Après avoir pris la région du lac de Tibériade il entreprend le siège de Gamala. Après une première tentative plutôt désastreuse, il finit par parvenir à prendre la place début novembre 67. Gamla n'a pas été reconstruite depuis.

#### La ville fortifiée en 67
Selon Flavius Josèphe, à Gamala « une crête escarpée, prolongement d'une montagne élevée, dresse une hauteur centrale ». « Sur les côtés et de face, le sol est sillonné de vallons infranchissables : mais, en arrière, il se dégage un peu de ces obstacles, vers l'endroit où il se rattache à la montagne : les habitants l'avaient d'ailleurs coupé par un fossé transversal et rendu cette région difficile d'accès, Sur le flanc de l’escarpement où elles étaient construites, les maisons se pressaient étroitement les unes contre les autres ; la ville semblait ainsi suspendue en l'air et s'effondrer sur elle-même du point culminant des rochers. Tournée vers le midi, elle avait de ce côté pour acropole une montagne très élevée ; au-dessous un précipice, qu'on n'avait point enclos d'une muraille, plongeait en une vallée d'une extrême profondeur : il y avait une source à l'intérieur du rempart et c'était là que se terminait la ville. » Comme Vespasien « ne pouvait cerner de troupes toute la ville, à cause de sa situation, il plaça des postes aux endroits où cela était possible et occupa la montagne qui la dominait. » Il « fit commencer les terrassements à l'arrière. La partie tournée vers l'Orient, où se trouvait une tour, dressée dans le lieu le plus élevé de la ville, fut comblée par la quinzième légion : la cinquième dirigea ses travaux vers le centre de la ville : la dixième remplit de terre les fossés et les ravins. » Agrippa tente de s'adresser aux défenseurs, mais est blessé par les frondeurs.

#### Première bataille de Gamala

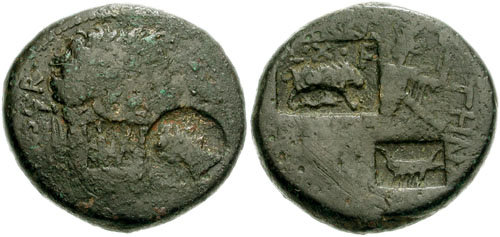
Monnaie émise sous Domitien, montrant le sanglier et le dauphin, deux des emblèmes de la 10e légion (Fretensis).

« Les terrassements s'achevèrent avec rapidité, grâce au grand nombre de bras et à l'habitude qu'avaient les Romains de ces travaux. On mit en place les machines. Alors Charès et Joseph, qui étaient les citoyens les plus considérables de la ville, rangèrent leurs soldats ; ceux-ci étaient effrayés, car ils doutaient de pouvoir résister longtemps au siège, médiocrement approvisionnés qu'ils étaient d'eau et des autres subsistances. » « Les Romains mirent en position en trois endroits les béliers et ébranlèrent le mur : puis, se précipitant par la brèche avec un grand bruit de trompettes, un grand cliquetis d'armes et des cris de guerre, ils se jetèrent contre les défenseurs de la ville. » « Forcés de tous côtés par le nombre », les défenseurs « battent en retraite vers les quartiers élevés de la ville, et, comme les ennemis les suivent de près, ils se retournent, les repoussent sur la pente et les égorgent, entassés dans des passages étroits et difficiles, Ceux-ci, ne pouvant refouler les Juifs qui occupaient la crête, ni se frayer un chemin à travers leurs propres compagnons qui s'efforçaient de monter, cherchèrent un refuge sur les maisons des ennemis, peu élevées au-dessus du sol. Mais bientôt, couvertes de soldats et ne pouvant supporter leur poids, elles s'écroulèrent. En tombant, il suffisait que l'une d'elles renversât celles qui étaient placées au-dessous pour qu'à leur tour celles-ci entraînassent les autres placées plus bas. Cet accident causa la mort d'un grand nombre de Romains, car, dans leur détresse, ils sautaient sur les toits, bien qu'ils les vissent s'affaisser. Beaucoup furent ainsi ensevelis sous les débris ; beaucoup fuyaient, estropiés, atteints sur quelque partie du corps ; un très grand nombre périssaient, étouffés par la poussière. Les habitants de Gamala virent dans cette catastrophe une intervention divine. » « Ils redoublaient leurs attaques, repoussaient les ennemis vers les toits des maisons. Les Romains glissaient dans les passages escarpés : chaque fois qu'ils tombaient, les Juifs placés au-dessus d'eux les massacraient. » « Trouvant à grand peine des issues, une partie des Romains sortirent de la ville. Vespasien ne cessa de rester auprès des troupes qui soutenaient cette lutte pénible : pénétré de douleur à la vue de cette ville qui s'écroulait sur son armée. »
« Vespasien voyait l'armée découragée. Ignorant la défaite, n'ayant nulle part jusqu'à ce jour subi un tel désastre elle avait aussi honte d'avoir laissé seul son général au milieu des dangers. »

#### Prise de la ville
Les habitants de Gamala « furent quelque temps pleins de confiance par suite du succès inattendu et considérable qu'ils avaient obtenu. » « Comme les Romains renforçaient les terrassements et tentaient un nouvel assaut, la plupart des Juifs s'enfuirent de la ville par les ravins escarpés, où ne se trouvaient pas de postes ennemis, et par les galeries de mines. Tous ceux qui restèrent, craignant d'être pris, mouraient de faim, car les vivres avaient été requis de toutes parts pour nourrir les hommes capables de combattre. » « Les plus aventureux fuyaient en secret tandis que les faibles mouraient de faim. Mais les combattants soutinrent le siège » jusqu'au 9 novembre 67 Ce jour-là « trois soldats de la quinzième légion atteignirent en rampant » « la tour qui faisait saillie de leur côté et la sapèrent en silence. Les gardes qui étaient placés au sommet ne s'aperçurent ni de l'arrivée (car il faisait nuit), ni de la présence des ennemis. » « La tour s'écroula avec un fracas effroyable, entraînant les gardes. » « Frappés de terreur, les hommes des autres postes s'enfuirent ; les Romains en firent périr beaucoup [...] et parmi eux Joseph qu'un soldat atteignit d'un trait et tua au moment où il franchissait en courant la partie de la muraille qui avait été détruite. » Au même moment « Charès, alité et malade, rendit le dernier soupir, par l'effet de la terreur intense qui vint s'ajouter à sa maladie et causa sa mort. Mais les Romains, se souvenant de leur précédent échec, ne firent pas irruption dans la ville avant » le lendemain.
En 92/93, probablement à la mort d'Agrippa (II) sans héritier, Domitien incorpore directement les territoires de son royaume — et donc Gamala — à la province romaine de Syrie.

## Archéologie

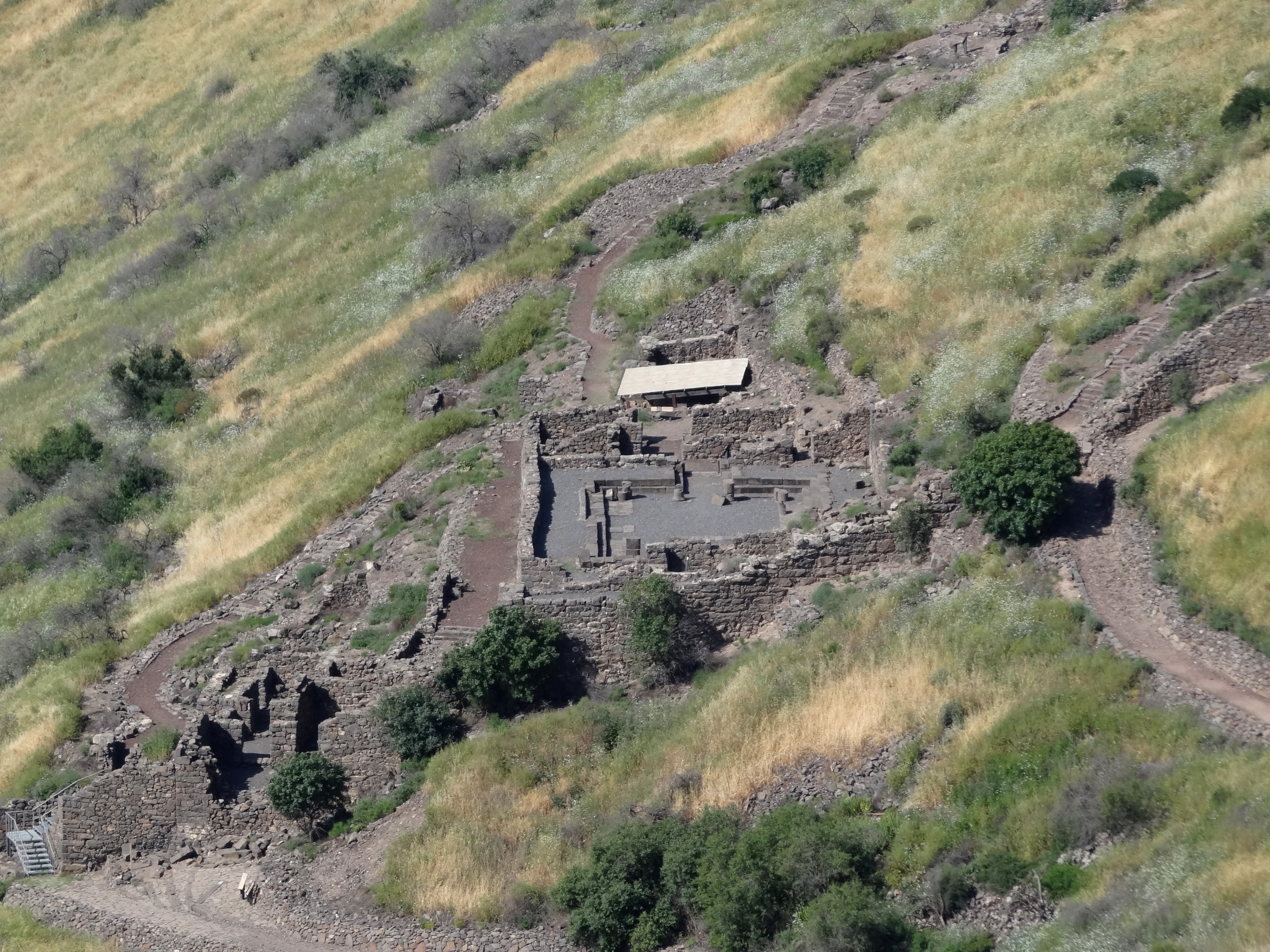
Synagogue de Gamla

En 1976, Shmarya Gutman met au jour des milliers de pointes de flèches et de projectiles, et des pièces de monnaie portant l'inscription Ligueoulat Yeroushalaym haQedosha, "Pour la rédemption de Jérusalem la sainte". La synagogue de Gamla date de l'époque hérodienne, donc d'avant la destruction du Temple de Jérusalem et comportait un mikvé.

### Histoire générale
- (en) Lester L. Grabbe, Judaïsm from Cyrus to Hadrian, Vol. II, Fortress Press, 1992, 722 p. (ISBN 0-8006-2621-4)
- Maurice Sartre, D'Alexandre à Zénobie. Histoire du Levant antique, IVe siècle av. J.-C. - IIIe siècle apr. J.-C., Fayard, 2001, 1194 p. (ISBN 978-221360921-8, présentation en ligne)
- Simon Claude Mimouni, Le judaïsme ancien du VIe siècle avant notre ère au IIIe siècle de notre ère, Paris, PUF, 2012, 960 p. (ISBN 978-2-13-056396-9)
- Christian-Georges Schwentzel, Juifs et nabatéens : Les monarchies ethniques du Proche-Orient hellénistique et romain, Rennes, Presses Universitaires de Rennes, 2013, 305 p. (ISBN 978-2-7535-2229-9).

### Histoire de Gamla
- (he) Danny Syon et Zvi Yavor, « גמלא ישן וחדש » [« Gamla old and new »], Qadmoniot, Israel Exploration Society, vol. 121,‎ 2001, p. 2-33 (JSTOR 23682371)
- (en) Danny Syon, « Gamla : City of refuge », dans Andrea M. Berlin et J. Andrew Overman, The First Jewish Revolt : Archaeology, history, and ideology, Routlege, 2002 (ISBN 0-415-25706-9)
- (en) Danny Syon, Zvi Yavor et Nimrod Getzov, « Gamla  1997–2000 », 'Atiqot, Autorité des Antiquités d'Israël,‎ 2005, p. 37-71 (JSTOR 23464167)
- Andrea Berlin (dir.), Gamla I : The Shmarya Gutmann excavations 1976-1989, the pottery of the Second Temple period, Autorité des antiquités d'Israël, coll. « IAAReports » (no 29), 2006 (JSTOR j.ctt1fzhdv7)
- Danny Syon (dir.), Gamla II : The Shmarya Gutmann excavations 1976-1989, the architecture, Autorité des antiquités d'Israël, coll. « IAAReports » (no 44), 2010 (JSTOR j.ctt1fzhdk3)
- Danny Syon (dir.), Gamla III : The Shmarya Gutmann excavations 1976-1989, finds and studies, Autorité des antiquités d'Israël, coll. « IAAReports » (no 56), 2014 (JSTOR j.ctt1fzhd4c), partie 1
- Danny Syon (dir.), Gamla III : The Shmarya Gutmann excavations 1976-1989, finds and studies, Autorité des antiquités d'Israël, coll. « IAA Reports » (no 56), 2016 (JSTOR j.ctt1m3p1w7), partie 2

### Flavius Josèphe
- (en) Shaye J. D. Cohen, Josephus in Galilee and Rome : His Vita and Development As a Historian, Brill, 2002, 277 p. (ISBN 0-391-04158-4, lire en ligne).
- (en) Jack Pastor, Pnina Stern et Menahem Mor, Flavius Josephus : interpretation and history, Leiden, Brill, 2011, 438 p. (ISBN 978-90-04-19126-6, présentation en ligne).
- Flavius Josèphe, « Guerre des Juifs. », sur « L'antiquité grecque et latine »